# 曼都寺
7°36′17.5″S 110°13′48.4″E / 7.604861°S 110.230111°E
曼都寺（爪哇語：ꦕꦤ꧀ꦝꦶꦩꦼꦤ꧀ꦢꦸꦠ꧀，罗马化：Candhi Mendut）為一座位於印度尼西亚中爪哇省马吉冷的佛教寺院，推測建於夏连特拉王国時期（8世纪後半至9世纪前半）。曼都寺位於日惹特区首府日惹西北方，路程約41.4公里。曼都寺與婆羅浮屠、帕翁寺三座寺廟於1991年以「婆羅浮屠寺廟群」名稱登錄為世界遗产，為印度尼西亞第1個世界遺產。

## 歷史沿革

三座佛寺：婆罗浮屠、帕翁寺、曼都寺排成一直线，跨越普罗戈河。

曼都寺位於印度尼西亞中爪哇省的馬吉冷，位於日惹西北方，路程約41.4公里。曼都寺西邊距離帕翁寺約1,150公尺，距離婆羅浮屠約2,900公尺。婆羅浮屠、帕翁寺、曼都寺由西向東排列於一直線上，暗示這三座寺廟有彼此之間具有一定關聯。寺廟名稱「曼都」，意為在竹林中的寺院。曼都寺推測建於夏连特拉王国（8世紀後半至9世紀前半）期間。荷蘭考古學家約翰尼斯·卡斯帕里斯指出，824年建立的卡蘭登加碑文中，提到拉凱·瓦拉克國王曾蓋了一座名為韋努瓦納（Wenuwana）的寺廟，「韋努瓦納」意指竹林，該寺廟即為曼都寺，代表824年時曼都寺已存在，其觀點現已普遍受到考古學界認可。
曼都寺曾被遺棄於叢林中達數個世紀，其被遺棄的原因未知。1836年在茂密的叢林中發現了寺廟，荷屬東印度政府在1897年至1904年間仔細研究並進行修復工作，因經費問題後來中止修復，1925年重啟修復。曼都寺初建時採用石灰岩，整修時以顏色接近，但較堅固的安山岩取代，保存至今:3-831。

三座佛寺：婆羅浮屠、帕翁寺、曼都寺排成一直線，跨越普羅戈河。

## 建築

### 外觀
曼都寺面向西北方，寺廟的基座须弥座為方形，每邊長13.7公尺，高3.7公尺。基座上的寺廟高22.7公尺，基座加上寺廟合計高26.4公尺。寺廟正面有階梯，階梯兩邊外側上有摩伽罗雕刻；內側有淺浮雕，講述佛教教義的本生動物寓言故事。基座頂部、寺廟主體外側有露台，可以供信眾順時鐘繞行寺廟的儀式。寺廟外壁有眾多菩萨雕像，包括聖觀音、彌勒菩薩、純陀、地藏菩萨、普贤菩萨、摩訶迦葉、金剛手菩薩、文殊菩萨、虚空藏菩萨等。根據考證，寺廟的屋頂原本應有佛塔，其大小與風格可能和薩基灣寺類似，但目前已不見蹤影。:88-96

### 內部
寺廟內部原有前廳與主室兩間，但前廳與主室間的部分牆壁已不見。前廳內壁一側有孩童圍繞的鬼子母浮雕，它是生育和母性的象徵，在當地人中很受歡迎，是渴望生育的夫婦的祈禱場所；另一側有大元帅明王、生命之樹，以及其他印度宗教神明的浮雕。主室內有一佛二菩薩石雕像。正面為毗卢遮那佛坐像，高約3公尺，左側為觀世音菩薩像，高約2.4公尺，右側為金剛手菩薩像，高約2.6公尺。三尊像皆有蓮瓣形頭光，坐於有背屏的須彌座上。主尊佛以跏趺坐姿勢，身穿袈裟，手結轉法轮印。身後背屏刻有摩伽羅、獅子、象等裝飾:12-920。

## 慶典
每年的卫塞节期間，印度尼西亞的佛教徒會舉行盛大的慶祝儀式。衛塞節是紀念佛教創始人釋迦牟尼佛誕生、成道、般涅槃的節日，為公曆五月的第一個月圓之日（農曆十五日），自1983年起為印度尼西亞的國定假日。印度尼西亞各地佛教徒聚集於此朝聖，由曼都寺出發，一路誦經、經過帕翁寺至婆羅浮屠。每年衛塞節有例行的宗教儀式，從天芒宮縣的均普里特（Jumprit）泉水汲取聖水，以及從格羅博根（Grobogan）村中的永恆之火點燃火炬，用以作為祝福。聖水與火炬在遊行前會放在曼都寺中，在朝聖遊行時攜帶。儀式結束後，在帕翁寺、曼都寺、婆羅浮屠等地會施放成千上萬的天燈，象徵對大千世界的开悟。

## 世界遺產登錄
第15屆世界遺產委員會會議在1991年12月，於突尼西亞迦太基召開，由印度尼西亚申報的項目「婆羅浮屠寺廟群」經大會通過，為印度尼西亞第1個世界遗产，曼都寺的世界遺產編號為592-002號。
该世界遗产被认为满足世界遺產登錄基準中的以下基準而予以登錄：
- （i）表现人类创造力的经典之作。
- （ii）在某期间或某种文化圈里对建筑、技术、纪念性艺术、城镇规划、景观设计之发展有巨大影响，促进人类价值的交流。
- （iv）关于呈现人类历史重要阶段的建筑类型，或者建筑及技术的组合，或者景观上的卓越典范。

| 世界遺產編號 | 名稱   | 所在地                    | 保護範圍 | 緩衝範圍 |
| ------------ | ------ | ------------------------- | -------- | -------- |
| 592-002      | 曼都寺 | 7°36'17.5"S 110°13'48.4"E | 0.11公頃 | 1.67公頃 |

## 外部連結
- （英文） Mendut Temple （页面存档备份，存于），印度尼西亞旅遊部官方網站